# Saint-Martin-de-la-Brasque
Saint-Martin-de-la-Brasque è un comune francese di 761 abitanti situato nel dipartimento della Vaucluse della regione della Provenza-Alpi-Costa Azzurra.

## Società

### Evoluzione demografica
Abitanti censiti